# Welzmühle (Werbach)
Welzmühle ist ein Wohnplatz der Gemeinde Werbach im Main-Tauber-Kreis im Nordosten Baden-Württembergs.

## Geographie
Die Welzmühle befindet sich im Welzbachtal zwischen Werbachhausen und Werbach. Der Welzbachtalradweg führt direkt am Wohnplatz vorbei. Angrenzende Orte sind im Uhrzeigersinn der Werbacher Ortsteil Werbachhausen nach etwa zwei Kilometern im Nordosten, der Wohnplatz Fischzuchtanstalt nach etwa 400 Metern im Osten, der Wohnplatz Weidenmühle nach etwa 850 Metern auf dem Welzbachtalradweg im Westsüdwesten, Werbach nach etwa einem Kilometer im Westen und der Wohnplatz Blauer Rain im Nordwesten etwas oberhalb der L 2297, die im Welzbachtal von Werbach über Werbachhausen bis zum Ortsteil Wenkheim führt.

## Kultur und Sehenswürdigkeiten
Vor dem Wohnplatz Welzmühle befindet sich ein historischer Mühlstein. Die Kulturdenkmale des Wohnplatzes Welzmühle sind in der Liste der Kulturdenkmale in Werbach aufgeführt.

## Verkehr
Der Wohnplatz Welzmühle liegt am Welzbachtalradweg und ist über die L 2297 zu erreichen.